# Biroina dodo
Biroina dodo är en tvåvingeart som först beskrevs av Richards 1973.  Biroina dodo ingår i släktet Biroina och familjen hoppflugor. Inga underarter finns listade i Catalogue of Life.